# Nactus vankampeni
Nactus vankampeni là một loài thằn lằn trong họ Gekkonidae. Loài này được Brongersma mô tả khoa học đầu tiên năm 1933.